# Coşkun
Coşkun [dʒoʃkun] ist ein türkischer männlicher Vorname, der auch als Familienname auftritt. Coşkun hat die Bedeutung „Der Lebhafte“; „feurig“, „begeistert“.

## Namensträger

### Vorname
- Coşkun Çörüz (* 1963), niederländischer Politiker
- Coşkun Demirbakan (* 1954), türkischer Fußballspieler und -trainer
- Coşkun Kayhan (* 1986), österreichisch-türkischer Fußballspieler
- Coşkun Kırca (1927–2005), türkischer Journalist, Diplomat und Politiker
- Coşkun Özarı (1931–2011), türkischer Fußballspieler und -trainer
- Coşkun Sabah (* 1952), türkischer Sänger, Musiker und Komponist
- Coşkun Taş (1934–2024), deutsch-türkischer Fußballspieler

### Familienname
- Ahmet Coşkun, deutscher Rollstuhl-Basketballspieler
- Ali Coşkun (* 1939), türkischer Politiker
- Altay Coşkun (* 1970), deutscher Althistoriker
- Barış Coşkun (* 1984), türkischer Eishockeyspieler
- Can Coşkun (* 1998), türkisch-deutscher Fußballspieler
- Cengiz Coşkun (* 1982), türkisches Model und Schauspieler
- Emre Can Coşkun (* 1994), türkischer Fußballspieler
- Erdoğan Coşkun (* 1983), türkischer Eishockeyspieler
- İbrahim Coşkun (* 1955), türkischer Künstler
- İbrahim Ferdi Coşkun (* 1987), türkischer Fußballspieler
- Murat Coşkun (* 1972), deutscher Musikwissenschaftler und Perkussionist türkischer Abstammung
- Mustafa İlker Coşkun (* 1979), türkischer Fußballschiedsrichter
- Nuhsan Coskun (* 1994 oder 1995), türkischer Rapper, siehe Jigzaw
- Olgay Coşkun (* 1984), türkischer Fußballspieler
- Osman Coşkun (* 1972), türkischer Fußballspieler
- Servet Coşkun (* 1990), türkischer Ringer
- Sezgin Coşkun (* 1984), türkischer Fußballspieler
- Sozan Coskun (* 1996), deutsche Grafikerin und Mangaka
- Su Burcu Yazgı Coşkun (* 2005), türkische Schauspielerin